# Grace Clinton
Grace Clinton (31 marzo 2003) è una calciatrice inglese, centrocampista del Manchester United e della nazionale inglese.

## Carriera

### Club
Clinton inizia l'attività all'età di 7 anni, trasferendosi all'Everton academy, la sezione giovanile delle Toffees, nel 2016.
Nel precampionato in vista della campagna 2020-2021, l'allora sedicenne Clinton è stata chiamata ad allenarsi con la prima squadra dopo che il tecnico Willie Kirk l'ha indicata come "un'adolescente di grande talento, ma è probabilmente la nostra sesta scelta come centrocampista. Lei potrebbe giocare per ogni squadra Championship e forse un paio di squadre WSL." Ha segnato la sua prima rete nell'amichevole di precampionato vinta per 5-0 sul Blackburn Rovers, avversario di Championship.
Per il suo debutto in una partita ufficiale deve attendere il 3 ottobre 2020, alla 3ª giornata di campionato, rilevando Isobel Christiansen al 74' nella vittoria esterna per 6-0 sull'Aston Villa. Il 1º novembre 2020, Clinton è stata inserita in rosa come riserva per la finale di FA Women's Cup 2020 allo Stadio di Wembley, rimanendo in panchina mentre l'Everton perse contro il Manchester City per 3-1 ai tempi supplementari. Fece la sua prima partita da titolare il 18 novembre 2020 in un derby del Merseyside mentre l'Everton batteva il Liverpool per 1-0 in FA Women's League Cup.
Il 7 aprile 2021 ha firmato il suo primo contratto professionistico, rinnovando l'impegno con l'Everton fino al giugno 2023.

### Nazionale
Dopo aver indossato la maglia della formazione Under-17, chiamata dal tecnico federale Lydia Bedford in uno stage a febbraio 2020 e aver disputato solo amichevoli, dall'anno successivo passa alla Under-19, sempre alla guida tecnica di Bedford, con la quale disputa le qualificazioni all'Europeo 2022, dove nella prima fase sigla 4 reti, tra le quali una tripletta all'Irlanda del Nord.

## Statistiche
Statistiche aggiornate al 27 luglio 2025.

### Presenze e reti nei club
| Stagione        | Squadra           | Campionato      | Campionato | Campionato | Coppe nazionali | Coppe nazionali | Coppe nazionali | Coppe continentali | Coppe continentali | Coppe continentali | Altre coppe | Altre coppe | Altre coppe | Totale | Totale |
| Stagione        | Squadra           | Comp            | Pres       | Reti       | Comp            | Pres            | Reti            | Comp               | Pres               | Reti               | Comp        | Pres        | Reti        | Pres   | Reti   |
| --------------- | ----------------- | --------------- | ---------- | ---------- | --------------- | --------------- | --------------- | ------------------ | ------------------ | ------------------ | ----------- | ----------- | ----------- | ------ | ------ |
| 2020-2021       | Everton           | WSL             | 6          | 0          | CI              | -               | -               | LC                 | 2                  | 0                  |             | -           | -           | 8      | 0      |
| 2021-2022       | Everton           | WSL             | 8          | 0          | CI              | 1               | 0               | LC                 | 3                  | 1                  |             | -           | -           | 12     | 1      |
| Totale Everton  | Totale Everton    | Totale Everton  | 14         | 0          |                 | 1               | 0               |                    | 5                  | 1                  |             | -           | -           | 20     | 1      |
| 2022-2023       | Manchester United | WSL             | -          | -          | CI              | -               | -               | LC                 | -                  | -                  |             | -           | -           | -      | -      |
| 2022-2023       | Bristol City      | WC              | 12         | 6          | CI              | 2               | 0               | LC                 | 1                  | 0                  |             | -           | -           | 15     | 6      |
| 2023-2024       | Tottenham         | WSL             | 20         | 4          | CI              | 3               | 0               | LC                 | 4                  | 1                  |             | -           | -           | 27     | 5      |
| 2024-2025       | Manchester United | WSL             | 21         | 8          | CI              | 4               | 1               | LC                 | 3                  | 0                  |             | -           | -           | 28     | 9      |
| Totale carriera | Totale carriera   | Totale carriera | 67         | 18         |                 | 10              | 1               |                    | 13                 | 2                  |             | -           | -           | 90     | 21     |

## Palmarès

### Club
- Campionato inglese di seconda divisione: 1

Bristol City: 2022-2023

### Nazionale
- Campionato d'Europa: 1

2025